# ナルドシノン
ナルドシノン（Nardosinone）は、イソプレノイドとして生合成される物質のうち、3つのイソプレン単位からなるセスキテルペンの1種である。一般的なセスキテルペンと同様に、ナルドシノンも分子内に15個の炭素原子を持つ。

## 所在
ナルドシノンはスパイクナード(Nardostachys jatamansi)に含有される成分の1つとして知られる。

## 生理活性
In vitro研究により、この化合物は、ブクラデシン及びスタウロスポリンの誘導する神経突起の伸長に対する濃度依存的な増進効果を示す。同様に、PC12D細胞株において、神経成長因子が仲介する神経突起の伸長、シナプス形成の増強を示す。
さらに、ナルドシノンは培養されたP-388急性リンパ芽球性白血病細胞に対し、細胞毒性を示す。